# Första jagarflottiljen
Första jagarflottiljen (1. jaflj) eller 1. jagarflottiljen var ett ytstridsstridsförband inom svenska marinen som verkade i olika former åren 1956–1976. Förbandsledningen var förlagd i Berga örlogsbas i Haninge garnison vid Hårsfjärden.

## Historik
Första jagarflottiljen sattes upp 1956 som ett krigsförband inom Kustflottan. Flottiljen utformades med erfarenheterna från kryssareskadern som grund. Marinens alltmer ansträngda ekonomi medgav inte att kryssarna kunde bibehållas efter 1950-talet. I stället prövades om landskapsjagare typ Halland bestyckade med sjömålsrobot till del kunde överta kryssarnas uppgift. Jagarflottiljen sattes upp som krigsförbandet 1958, och skulle bestå av tre-fyra landskapsjagare och sex torpedbåtar. Flottiljen skulle tillsammans med Andra jagarflottiljen utgöra Kustflottans operativa anfallsförband, och ersätta de tidigare eskadrarna som huvudstridsförband.
Efter avbeställningen 1958 av två nya landskapsjagare typ Halland, kom två landskapsjagare typ Hallandsklass och fyra landskapsjagare typ Östergötland tillsammans med tolv torpedbåtar typ Plejad att utgöra basen för två jagarflottiljer.
Med början av 1956 utprovades den nya flottiljtaktiken. Under 1950- och 1960-talen moderniserades successivt landskapsjagarna med förbättrade sensorer och vapensystem. Nya förbättrade yt- och luftspaningsradaranläggningar ersatte äldre och radarsignalspaningsmateriel infördes. Luftvärnsrobot 07 och sjömålsroboten 08 blev operativ under andra halvan av 60-talet. Till artilleripjäser av alla kalibrar infördes ammunition med så kallad zonrörsfunktion med förbättrad verkan mot luftmål. Slutligen infördes trådstyrda torpeder av ny typ.
Som ersättning för befintliga torpedbåtar typ Plejad projekterades och levererades 1966-68 den så kallade Spicaklassens torpedbåtar dimensionerade för operationer i NBC-kontaminerad stridsmiljö. Marinens ansträngda ekonomi begränsade dock serien till sex enheter.
I början av 1970-talet blev frågan om ersättning av Plejadklassens torpedbåtar akut. Vid Karlskronavarvet projekterades på grundval av den tidigare Spicaklassen den så kallade Norrköpingsklassens (Soica II) torpedbåtar vilka levererades i 12 exemplar 1972-76. 
Till följd av försvarsbesluten 1958, 1968 och 1972 upphörde helt möjligheten att ersätta jagarna antingen med nya jagare, fregatter eller korvetter. Detta medförde att jagarflottiljerna under 1970-talet utgick av åldersskäl. I stället togs den nya förbandstypen ytattackflottilj fram som ersättare till jagarflottiljen.
Inför försvarsbeslutet 1972 föreslog regeringen att Ytattackförbandens slagkraftigaste enheter — jagare och fregatter, samt alla kvarvarande motortorpedbåtar skulle utgå under 1970-talet och i början av 1980-talet. Istället skulle en handlingsfrihet skapas genom att ersätta jagarna med flottiljledarfartyg. Med utrangeringen av jagare skulle jagarflottiljerna organiseras till ytattackflottiljer. Till följd av försvarsbesluten avvecklades såväl grundutbildnings- som krigsförbandet. Grundutbildningsförbandet avvecklades den 31 december 1976, och krigsförbandet den 31 december 1982. Från den 1 januari 1977 uppsattes i stället ytattackflottiljen, där Första ytattackflottiljen blev efterföljare till Första jagarflottiljen.

## Verksamhet
Jagarflottiljen ingick i Kustflottan. Flottiljstaben bestod av flottiljchef, flottiljadjutanter, flottiljingenjör. Staben var i fredsorganisationen till del sjögående normalt på HMS Halland eller HMS Småland och till del landbaserad först på Skeppsholmen och därefter i den så kallade Gula Villan vid Berga örlogsskolor. I krig till del sjögående på HMS Halland och till del landbaserad i anslutning till Marinkommando/Örlogsbas. Förbanden bemannades av värnpliktig personal från hela Sverige, men med koncentration till Mälardalen och Sydsverige. Jagarlottiljen kunde lösa följande marina företagstyper (sjömilitära uppgifter):

- Anfallsföretag
- Ubåtsjaktföretag
- Mineringsföretag
- Eskortföretag
- Spaningsföretag

## Ingående enheter

### Grundorganisationen

#### 1956-1961
- Chefen 1. jagarflottiljen med stab: HMS Halland (J18) eller HMS Småland (J19)
  - 11. jagardivisionen: 2-3 jagare typ landskapsjagare
  - 12. jagardivisionen:  2 jagare typ stadsjagare eller landskapsjagare
  - 11. torpedbåtsdivisionen: 4-5 torpedbåtar typ Plejad

#### 1961–1976
- Chefen 1. jagarflottiljen med stab: HMS Halland (J18) eller HMS Småland (J19)
  - 11. jagardivisionen: 2-3 jagare typ landskapsjagare
  - 11. torpedbåtsdivisionen:  4-5 torpedbåtar typ Plejad, Spica eller Norrköping klassens

### Krigsorganisationen
Första jagarflottiljen var i krigsorganisationen baserad i Saxarfjärdsbasen (SaxB), Roslagens örlogsbasavdelning (ÖrlBavd Ro) som del i Kustflottan.

#### 1954–1968
- Chefen 1. jagarflottiljen med stab: HMS Halland (J18)
  - 11. jagardivisionen: HMS Halland (J18), HMS Gästrikland (J22), HMS Hälsingland (J23)
  - 11. torpedbåtsdivisionen: HMS Perseus (T101), HMS Plejad (T102), HMS Polaris (T103), HMS Pollux (T104), HMS Regulus (T105), HMS Rigel (T106)

#### 1968–1974
- Chefen 1.Jagarflottiljen med stab: HMS Halland (J18)
  - 11. jagardivisionen: HMS Halland (J18), HMS Gästrikland (J22), HMS Hälsingland (J23)
  - 11. torpedbåtsdivisionen: HMS Spica (T121), HMS Sirius (T122), HMS Capella (T123), HMS Castor (T124), HMS Vega (T125), HMS Virgo (T126)

#### 1974–1982
- Chefen 1. jagarflottiljen med stab: HMS Halland (J18)
  - 11. jagardivisionen: HMS Halland (J18), HMS Gästrikland (J22), HMS Hälsingland (J23)
  - 11. torpedbåtsdivisionen: HMS Norrköping (T131), HMS Nynäshamn (T132), HMS Norrtälje (T133), HMS Varberg (T134), HMS Västerås (T135), HMS Västervik (T136)

## Materiel vid förbandet
Huvudstridsmedel var tung (53 cm) torped, medelsvårt (12 cm) och lätt (40 och 57 mm) allmålsartilleri, antiubåtsraketer och anitubåtsgranater, sjunkbomber samt minor. Efter 1963 Luftvärnsrobot 07 och från 1967 sjömålsroboten 08.

## Förbandschefer
I grundorganisationen. Normalt var kustflottans flaggkapten krigsplacerad som chef för den ena jagarflottiljen.

- 1956–1957: ????
- 1958–1958: Kommendör Anders Nilsson
- 1958–1959: Kommendör Willy Edenberg
- 1959–1960: Kommendör Nils-Erik Ödman
- 1960–1961: Kommendör Dag Arvas
- 1962–1963: Kommendör Rutger Tengzelius
- 1963–1965: Kommendör Christer Kierkegaard
- 1965–1966: Kommendör Harry Engblom
- 1966–1967: Kommendör Gunnar Grandin
- 1967–1970: Kommendör Per Rudberg
- 1970–1970: Kommendör Göte Blom
- 1971–1971: Kommendör Carl-Fredrik Algernon
- 1972–1973: Kommendör Hans Hallert
- 1974–1974: Kommendör Christer Söderhielm
- 1975–1976: Kommendör Lennart Jedeur-Palmgren

## Namn, beteckning och förläggningsort
| 1. jagarflottiljen | 1956-??-?? | – | 1976-12-31 |

| 1. jaflj | 1956-??-?? | – | 1976-12-31 |

| Haninge garnison/Berga örlogsbas | 1956-??-?? | – | 1977-12-31 |

## Galleri

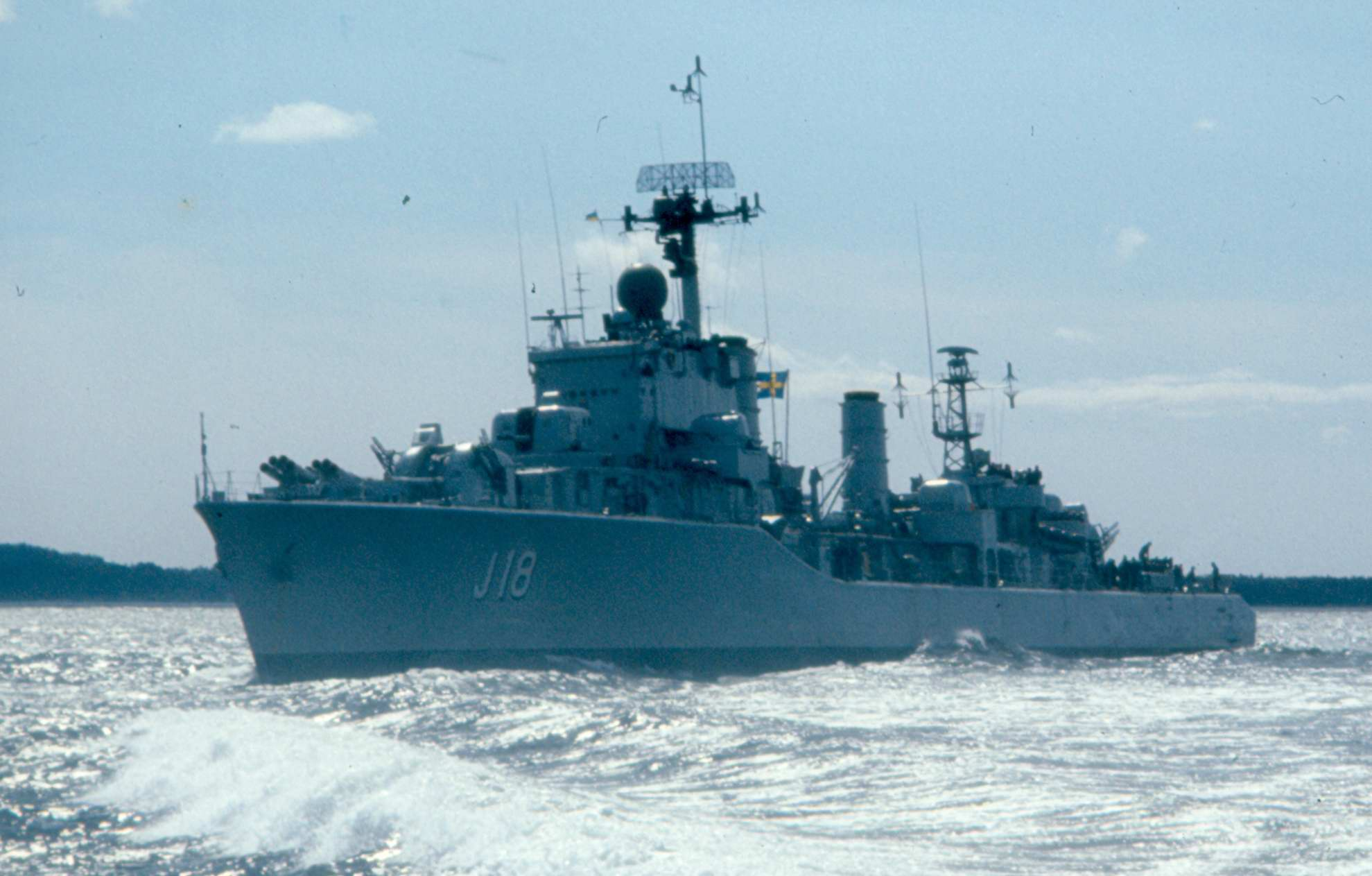
Jagaren HMS Halland (J18).
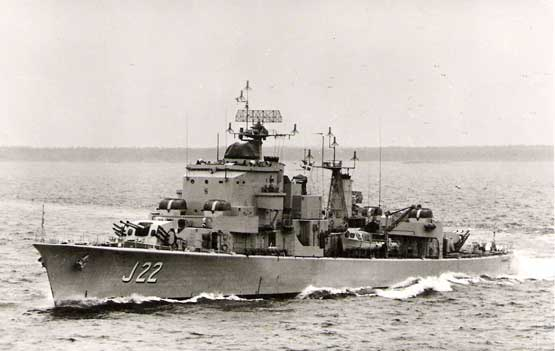
Jagaren HMS Gästrikland (J22).
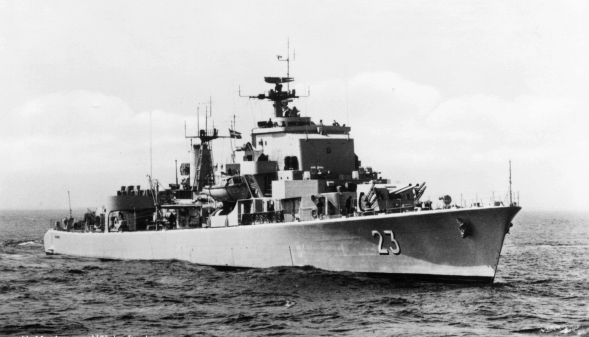
Jagaren HMS Hälsingland (J23)
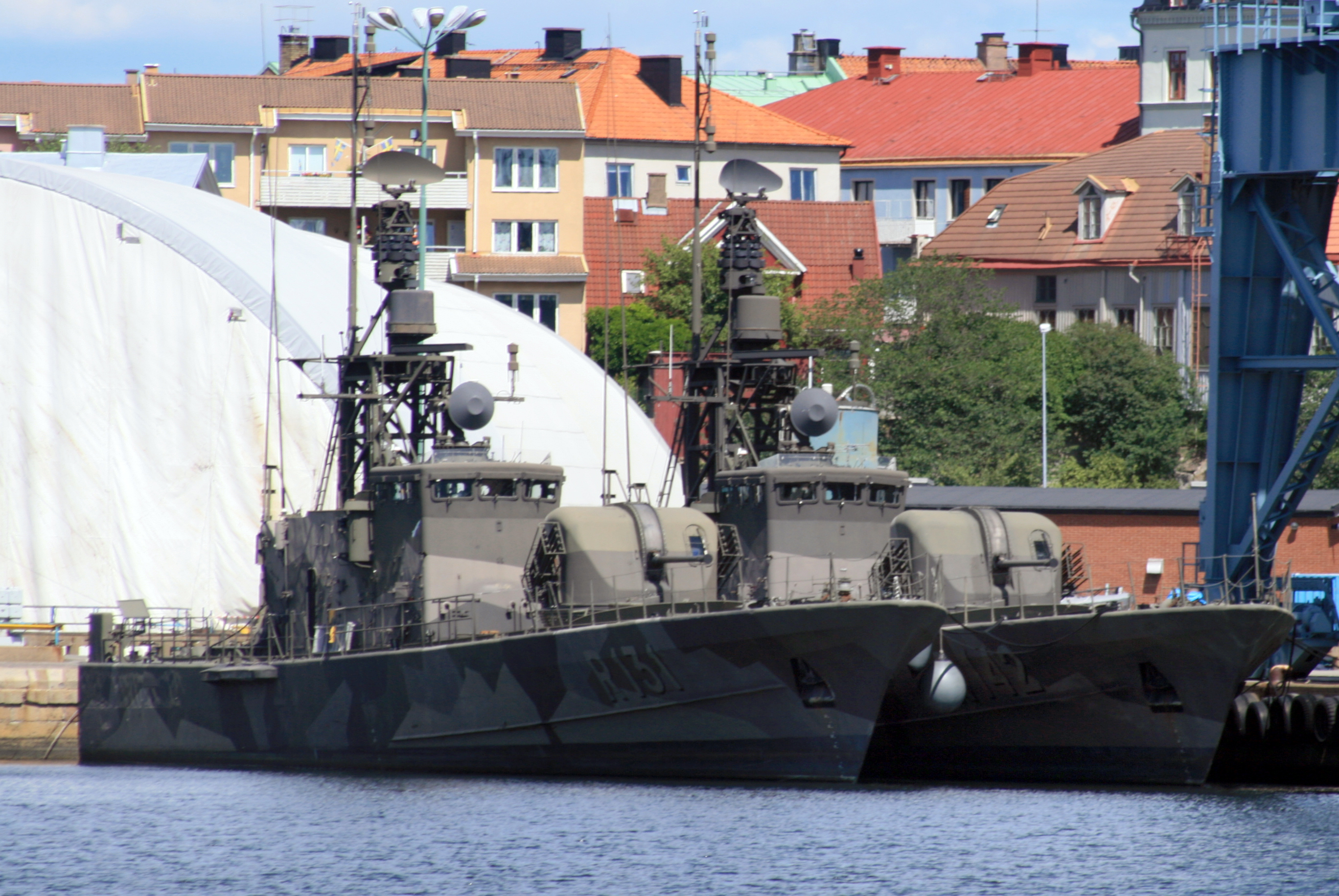
Torpedbåtarna HMS Norrköping (T131) och HMS Ystad (T142)
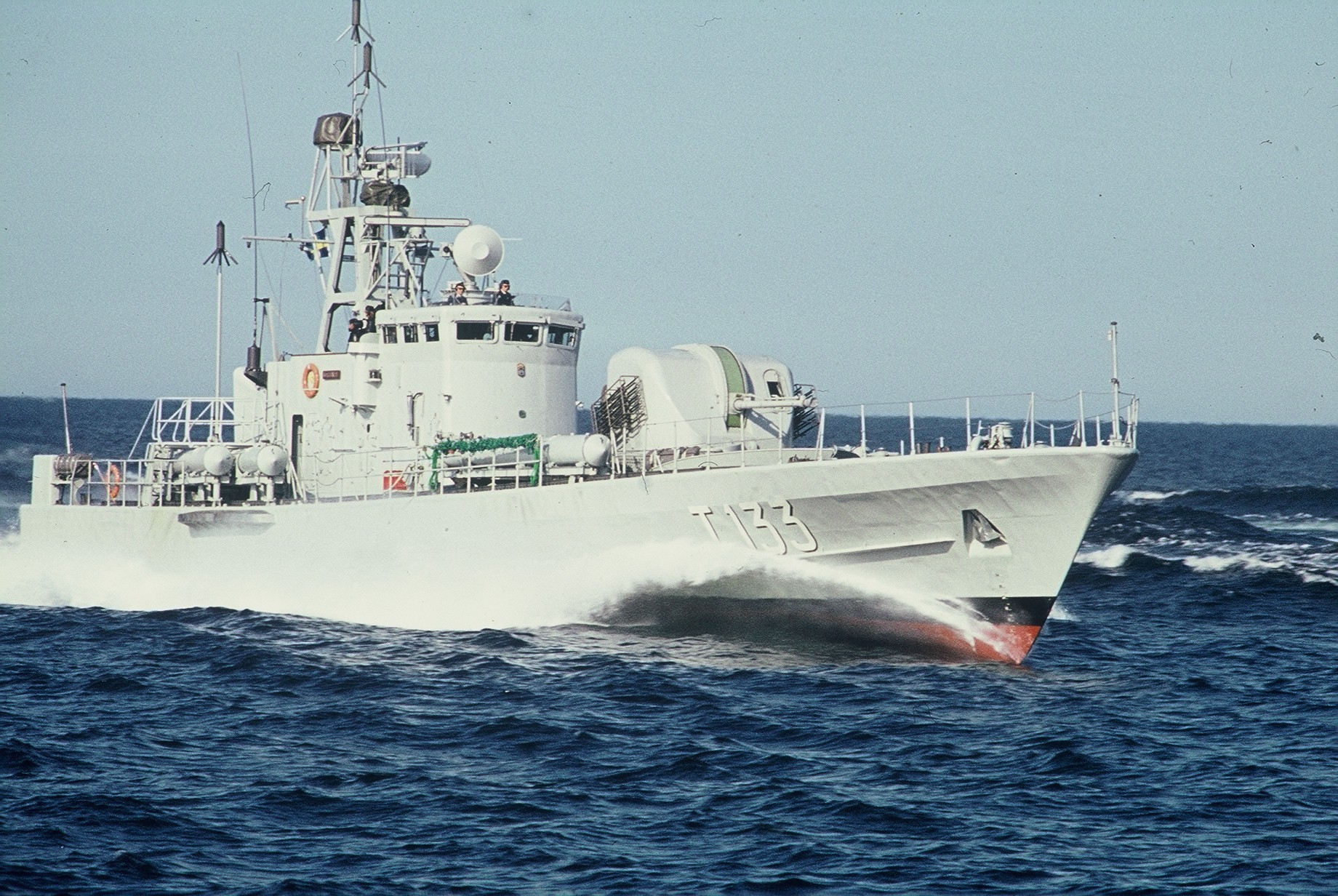
Torpedbåten HMS Norrtälje (T133)